# Hanka Faßke
Hanka Faßke (sorbisch Hanka Fascyna, geb. Elle (sorbisch Elic); * 16. November 1935 in Commerau; † 15. April 2002 ebenda) war eine sorbische Volkskundlerin und Slawistin. 

## Leben
Hanka Elle wurde in Commerau bei Königswartha als Tochter eines sorbischen Tischlers geboren und wuchs in der sächsischen Oberlausitz zweisprachig auf. Nach Ende des Zweiten Weltkrieges besuchte sie das Sorbische Gymnasium im tschechoslowakischen Česká Lípa und anschließend in Varnsdorf. Zurückgekehrt in die DDR, legte sie 1953 an der Sorbischen Oberschule in Bautzen das Abitur ab. Danach studierte Hanka Elle an der Karl-Marx-Universität Leipzig Slawistik und sorbische Volkskunde. Zu ihren Lehrern zählte Paul Nedo. Dieser betreute auch ihre Diplom-Arbeit zum Thema Die bisherigen Ergebnisse und Sammlungen auf dem Gebiet des sorbischen Volkstanzes, die sie 1957 verteidigte.
Als Diplom-Slawistin verlängerte sie ihr Studium um ein Jahr an der Karls-Universität in Prag. Im Anschluss war sie fünf Jahre im Haus für sorbische Volkskunst in Bautzen tätig. In dieser Zeit führte sie die durch das Erstellen ihrer Diplom-Arbeit begonnenen wissenschaftlichen Forschungen zum sorbischen Volkstanz weiter, woraus erste Publikationen zum Thema hervorgingen.
1965 ging sie an die Volkskundliche Abteilung des Instituts für sorbische Volksforschung in Bautzen, wo sie sich mit unterschiedlichen volkskundlichen Themen wie Brauch- und Trachtenforschung beschäftigte. Daneben arbeitete sie an der Aktualisierung der Sorbischen Bibliographie mit.
Bleibende Verdienste erwarb sich Hanka Faßke ferner um das sorbische Museumswesen. Sie übernahm 1982 die Leitung des Museums für sorbische Geschichte und Kultur und wurde 1988 Direktorin des Sorbischen Museums in Bautzen. 1992 ging Hanka Faßke in den Ruhestand, zehn Jahre später starb sie in ihrem Geburtsort und wurde in Königswartha beerdigt.
Sie war ab 1960 mit dem sorbischen Sprachwissenschaftler Helmut Faßke (1932–2024) verheiratet.

## Schriften (Auswahl)
- (mit Jürgen Matschie): Sorbische Bräuche, 3. überarb. Aufl., Bautzen 2006, ISBN 978-3-7420-1686-7.